# John Bernard
Johannes (John) Hubertus Alouisius Bernard (Rotterdam, 6 september 1937 – Leusden, 20 november 2024) was een Nederlandse weerman.

## Loopbaan

### Jongere jaren
Bernard was van 1957 tot 1962 meteo-officier (forecaster genoemd) bij de Koninklijke Luchtmacht op vliegbasis Soesterberg. Daarna werkte hij bij vliegveld Zestienhoven als meteoroloog, waarna hij tot 1973 hoofd van de afdeling was. Vervolgens ging hij werken bij het KNMI in De Bilt. Daarna was hij zes jaar lang docent meteorologie aan de Landbouwuniversiteit in Wageningen, waar hij vooral het praktische gedeelte van de studierichting doceerde. Hij gaf les aan onder anderen Heleen de Boer en Reinier van den Berg.

### Televisiecarrière
In 1984 begon Bernard bij de NOS als weerman tot 1986, in 1989 stapte hij over naar RTL Veronique als weerman. Op 22 augustus 2002 was hij op RTL 4 voor het laatst te zien als weerman en ging hij met pensioen. Hij was 45 jaar met meteorologie bezig geweest.

### Overig
John Bernard was een actief hockeyer. Toen hij in 1973 naar Leusden verhuisde, en daar geen hockeyclub bleek te zijn, richtte hij met een aantal anderen MHC Leusden op. Bernard was ook ambassadeur van het Nationaal Fonds Ouderenhulp.

### Overlijden
Bernard overleed half november 2024 op 87-jarige leeftijd.